# Robert Detweiler
Robert Milan "Bob" Detweiler (ur. 20 lipca 1930 w Centralii, zm. 8 grudnia 2003 w Orem) – amerykański wioślarz, naukowiec i wojskowy, złoty medalista olimpijski.
Wystąpił na igrzyskach olimpijskich w Helsinkach w 1952 roku, gdzie osada USA w składzie: Frank Shakespeare, William Fields, James Dunbar, Richard Murphy, Robert Detweiler, Henry Proctor, Wayne Frye, Edward Stevens i Charles Manring (sternik) zdobyła złoty medal w ósemkach. W finale o 5,3 sekundy pokonali osadę ZSRR, a o 7,2 sekundy wyprzedzili Australijczyków. Był to jego jedyny start olimpijski.
Kształcił się na United States Naval Academy, następnie został zawodowym wojskowym. Służył w United States Navy, osiągając rangę kapitana. Jako oficer zajmował się fizyką ciała stałego. Po zakończeniu służby był wykładowcą.